# TI InterActive!
TI InterActive! је рачунарски програм који је направила компанија Texas Instruments, она комбинује функционалност свих TI графичких калкулатора са додатним алатима у уређивач текста који омогућава чување једначина, графика, табела, табеларних приказа и текста у један документ. TI InterActive!такође садржи и интернет претраживач, али је то у ствари само уграђена верзија познатог претраживача Internet Explorer. Такође ради паралелно са апликацијом TI Connect у циљу међусобног дељења података са TI графичким калкулаторима.